# 올림포스산
올림포스산(그리스어: Όλυμπος, 문화어: 올림프스산, 북위 40° 05′  동경 22° 21′  / 북위 40.083°  동경 22.350° )은 그리스에서 가장 높은 산이다. 마케도니아 지방에 위치하고 있으며 그리스 제2도시인 테살로니키에서 100 km 정도 떨어져 있다. 주봉인 미티카스(그리스어: Μύτικας)의 높이는 2,919 m로 그리스에서 가장 높은 봉우리이다. 두 번째로 높은 봉우리인 스콜리오는 2,912m이다.
올림포스 산 기슭에 위치한 리토코로(신들의 도시란 뜻이다.)에서 등산로가 시작된다. 그리스 신화의 무대로 유명하다.

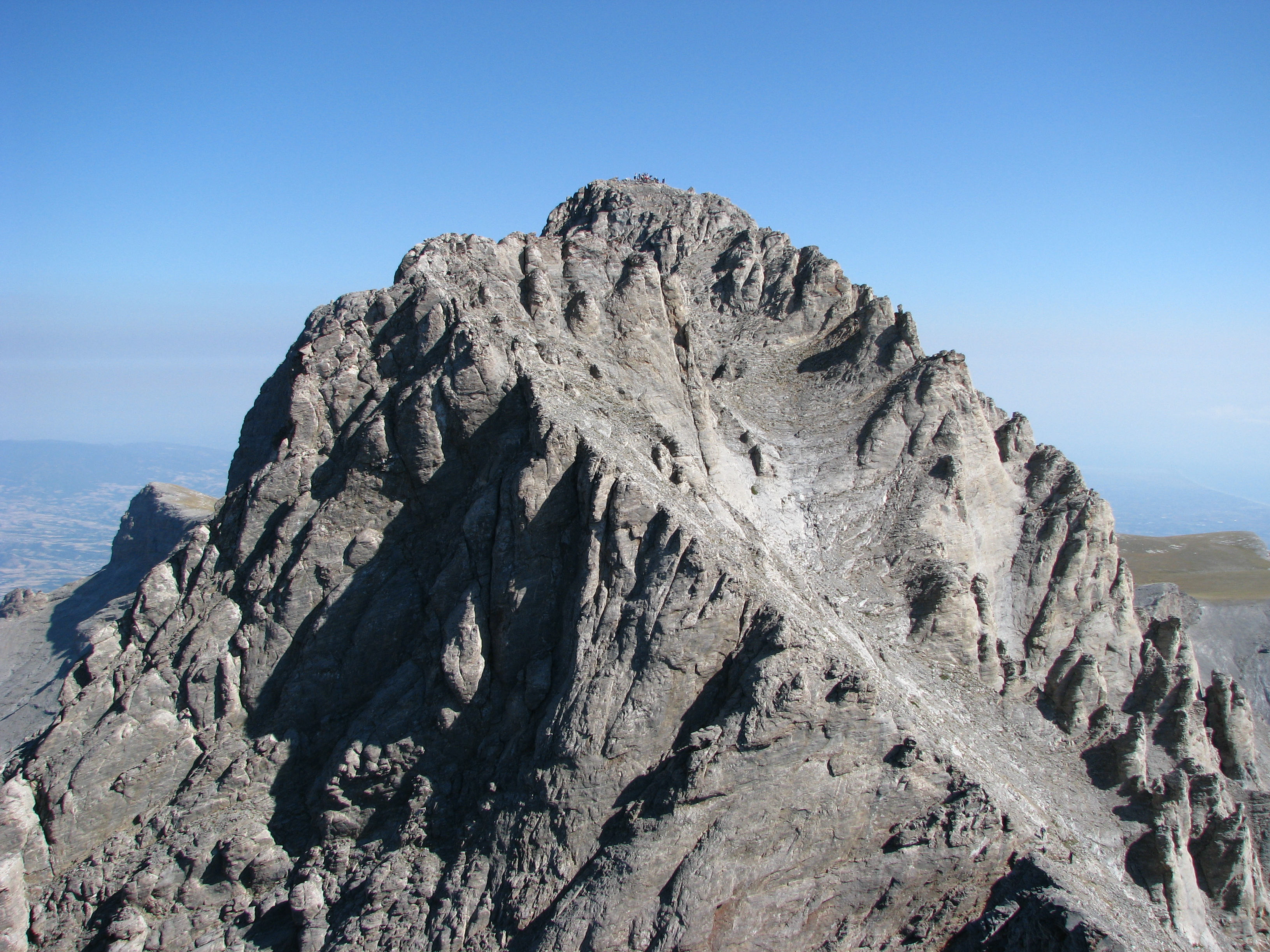
올림포스 산의 최고봉 미티카스

## 같이 보기
- 올림포스 (뤼키아)
- 올림포스의 12신
- 올림푸스 산 (화성)
- 그리스 신화
- 그리스의 지리
- 수미산